# Eurybiades
Eurybiades, Sohn des Eurykleides, war ein spartanischer Flottenbefehlshaber (Nauarch) zur Zeit der Perserkriege.
Im Jahr 480 v. Chr. war er nomineller Oberbefehlshaber der vereinigten griechischen Flotte gegen den Xerxeszug, obwohl die Spartaner nur 10 bis 16 Schiffe stellten (die Athener bis zu 180). Zunächst kam es zu einem Gefecht bei Artemision, nach dem die Griechen sich nach Attika zurückzogen. Eurybiades ließ sich von Themistokles, dem Kommandanten des athenischen Kontingents, dazu bewegen, die Flotte nicht weiter zurückzuziehen, sondern den Persern in der Meerenge von Salamis eine Schlacht zu liefern. Nach dem Sieg widersetzte er sich Themistokles’ Vorschlag, die persische Flotte zu verfolgen und dem persischen Heer den Rückzug über den Hellespont abzuschneiden.